# Скорпионница
Скорпионница, или Личинник (лат. Scorpiurus; от др.-греч. σκορπῐ́ος, skorpios — скорпион и οὐρά, oura — хвост), — род травянистых растений семейства Бобовые (Fabaceae), распространённый в Средиземноморье.

## Ботаническое описание
Однолетние травянистые растения. Листья простые (однолисточковые), продолговато-лопатчатые, суженные в длинный черешок; прилистники острые, плёнчатые, приросшие к черешку.
Цветки одиночные или собраны по 2—3 (4) в зонтиковидные соцветия. Цветоносы длинные, пазушные; прицветники маленькие. Чашечка колокольчатая, без прицветничков, с 5 острыми зубцами, неясно-двугубая (2 верхних зубца сросшиеся и немного выше других). Венчик жёлтый; лепестки длинно-ноготковые; флаг почти округлый; крылья неравнобокие, овальные, обратнояйцевидные или продолговатые; лодочка согнутая, клювообразно суженная. Одна тычинка свободная, остальные сросшиеся; нити кверху расширенные. Завязь сидячая, щетинистая, с многочисленными семязачатками; столбик изогнутый, в средней части расширенный; рыльце верхушечное, головчатое. Бобы почти цилиндрические, улиткообразно свёрнутые, многосемянные, нераскрывающиеся, распадающиеся на членики; членики желобчатые, продольно-ребристые. Семена почковидные, полосатые.

## Виды
Род включает 2 вида:
- Scorpiurus muricatus L. — Скорпионница колючая
- Scorpiurus vermiculatus L.